# 黒田百合
黒田 百合（くろだ ゆり、1975年3月16日 - ）は、日本の女優、ダンサー、演出振付家。神奈川県出身。

## 略歴
18歳のときにジャズダンスを始める。単身イギリスへ渡り、帰国後にダンス創作活動を開始する。ダンスカンパニー「Si:Dz」を始め、YOSAKOIソーラン祭りなどの日本各地の舞踊の振付・演出もこなす。また、広告モデルとしても活動している。
2002年にソロプロジェクトを開始。横浜赤レンガ倉庫での「mosaic」がソロ活動第一作品。2005年には、ソニー製二足歩行ロボット・QRIOにダンスの振り付けをおこなう。2007年から2009年までの2年間、マカオの高級ホテルグランド・リスボアで行われるショーの演出を手掛ける。また2008年からは副業として、東京都中野区にて一軒家カフェ「CAFE桃園文庫」を経営していたが、2011年に閉店した。2010年からは、栃木県の日光江戸村 (EDO WONDERLAND) 大忍者劇場における演目の総合演出・振付を手掛けている。

## 人物
ダンスでの自己のアピールポイントは「男にも女にもなりきれること」。趣味は映画鑑賞、落書き。特技は英会話、味噌汁作り。

## 出演

### 映画
- 顔（2000年、松竹）
- 忍道（2012年、Edo Wonderland Entertainment）

### ビデオ・DVD
- ビデオでできるシリーズ・Word/Excel/Outlook（2000年、インプレス）

### 舞台
- テクノキャバレー（1999年） - ダンサー 役（振り付け指導も兼ねる）
- ミュージカル『美少女戦士セーラームーン』（2001年7月 - 2002年1月、サンシャイン劇場 他） - 蒼のサフィール 役
- mosaic（2002年）
- Dance In Progress・NICHE（2002年）
- ガールズミュージカルチーム・東京メッツ（2003年 - 2004年）
- 悲しき天使 2004（2004年）
- 心は孤独なアトム（2004年）
- Cam on +（カムオン プラス）（2005年）
- Start From 0 +（2006年）
- helena (2008年)
- KU〜是空〜（2010年）
- ののう（2012年）
- ぼくんち（2013年）
- 春風外伝（2014年） - 夜鷹火影 役（演出助手・振付も兼ねる）
- ダンパチ改・新生（2014年）

### CM
- テイクビッグセブン・マスターカード（武富士）
- OCN（NTTコミュニケーションズ）
- 深い色にはワケがある（桑原食品）
- 具実inグミ（桑原食品）
- i-relax「ちかラク」篇（2013年、眼鏡市場）